# Walter Winchell
Walter Winchell (Nova Iorque, 7 de abril de 1897 — Los Angeles, 20 de fevereiro de 1972) foi um jornalista e comentarista de rádio estadunidense. Ele é considerado o "inventor da coluna social moderna" e o primeiro a falar sobre a vida pessoal de figuras públicas.

## Carreira
Nascido em Nova York, Winchell começou em 1924, no jornal New York Evening Graphic, como colunista social, e não demorou a fazer sucesso. Transferiu-se em junho de 1929 para o New York Daily Mirror, que pertencia a William Randolph Hearst, e passou a ter sua coluna distribuída para jornais ao longo dos Estados Unidos. Em determinado momento, ela chegou a ser distribuída para mais de 2 mil jornais. Nos anos 1920 escreveu ainda uma coluna para a revista Billboard, causando impacto com fofocas e sensacionalismo.
Em maio de 1930 passou a falar de fofocas no rádio, no programa Lucky Strike Dance Hour e em dezembro de 1932 ganhou seu próprio programa na Rádio NBC, um espaço de 15 minutos nas noites de domingo em que Winchell falava sobre fofocas e notícias. Ele foi um dos primeiros comentaristas a atacar Adolf Hitler e os nazistas estadunidenses abertamente, em 1933. Após a entrada dos Estados Unidos na Segunda Guerra Mundial, suas colunas no jornal e seus programas no rádio passaram a ser dominadas pelo tema.
Seu programa de rádio na NBC, já com audiências mais baixas, duraria até 1955, embora tenha sido ressuscitado, sem sucesso, em 1960. Em 1959, ele estreou como narrador do seriado Os Intocáveis, seu trabalho mais conhecido, que durou cinco anos. Ele ficaria na Hearst até 1963, também com um número menor de leitores. O fechamento do Daily Mirror praticamente decretou sua aposentadoria. A aposentadoria "oficial" foi anunciada em 5 de fevereiro de 1969, quando ele citou como um dos principais motivos o suicídio de seu filho, Walter Winchell Jr., pouco mais de um mês antes.

## Carreira militar
Por ser capitão-de-corveta da reserva da Marinha, insistiu em ser convocado para servir na Segunda Guerra Mundial, o que conseguiu depois de insistir com o presidente Franklin Roosevelt.

## Morte
Winchell morreu de câncer de próstata em 20 de fevereiro de 1972, aos 74 anos. Seu obituário saiu na primeira página do jornal The New York Times, mas, ainda assim, sua filha Walda foi a única pessoa a comparecer a seu enterro. De acordo com o biógrafo Neal Gabler, vários dos ex-colegas de trabalho de Winchell manifestaram interesse em ir ao funeral, mas Walda não permitiu que eles fossem.